# Sveaplan, Stockholm

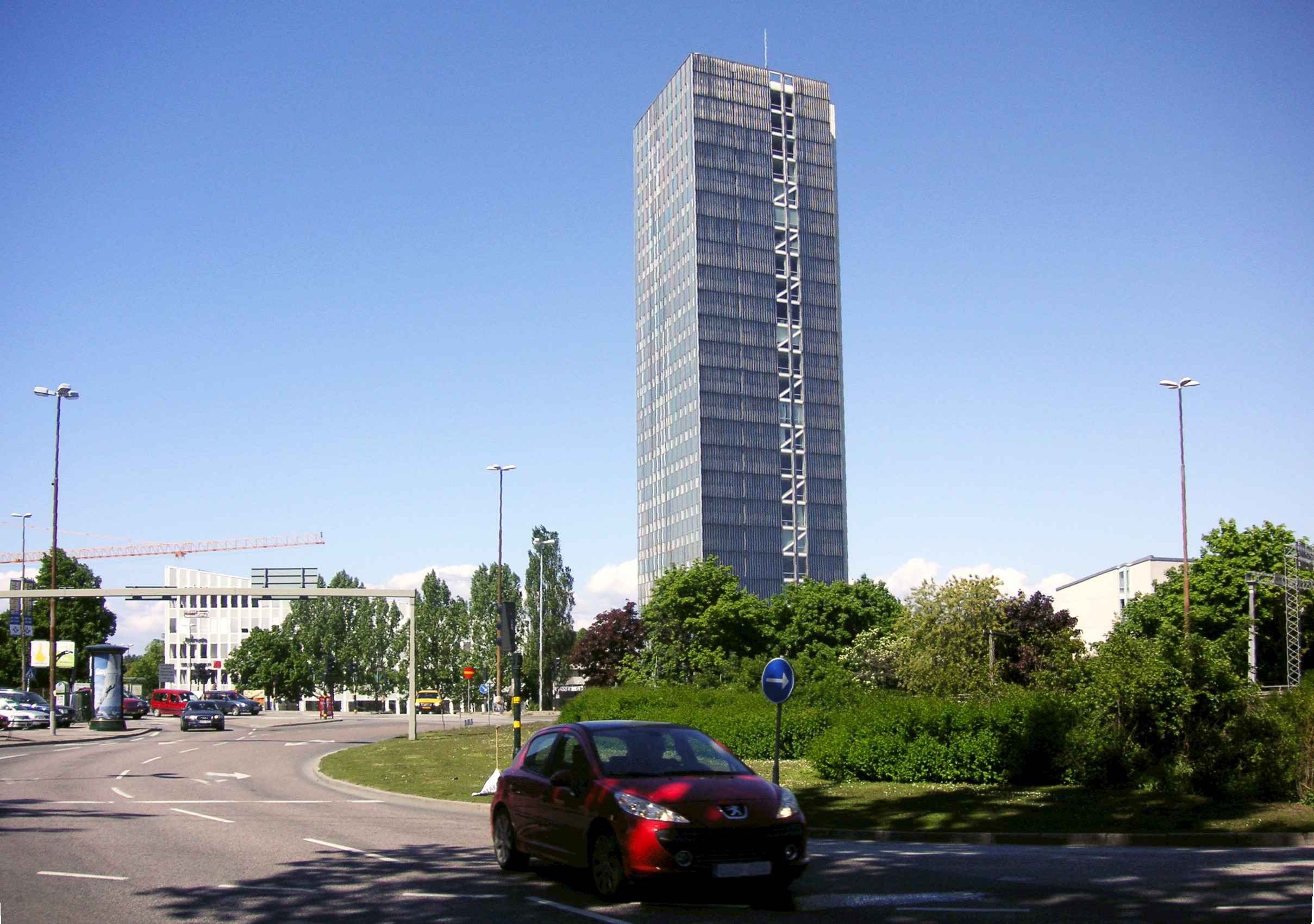
Sveaplan med Wenner-Gren höghuset.

Sveaplan är en cirkulationsplats vid norra slutet av Sveavägen i stadsdelen Vasastaden i Stockholms innerstad. Vid Sveaplan möts Sveavägens syd-nordliga och öst-västliga delar samt Cedersdalsgatan.

## Historik

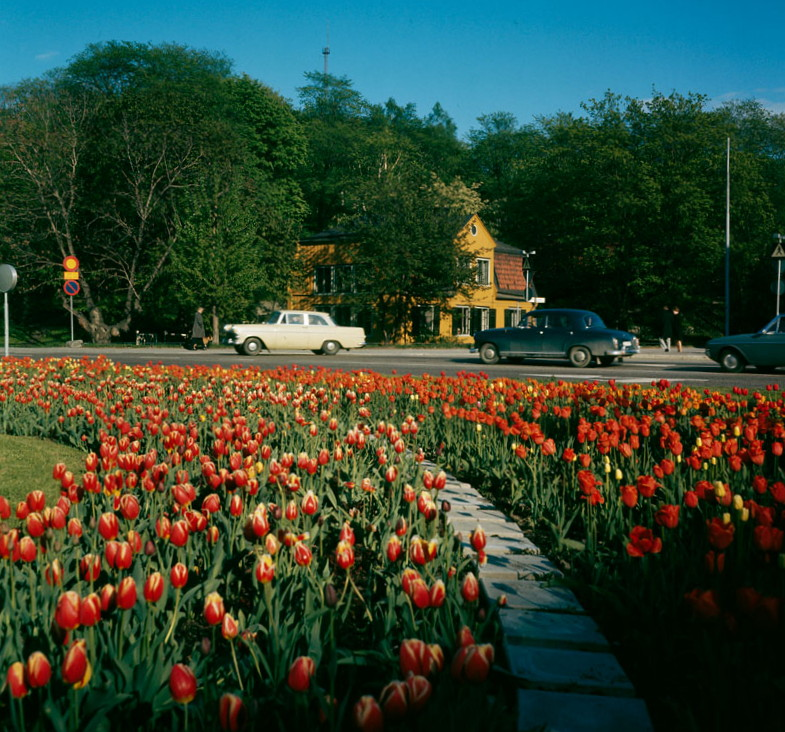
Planteringar på Sveaplansrondellen 1968. I bakgrunden syns Cedersdals malmgård. Foto: Ingemar Gram.

Sveaplan fick, samtidigt med Sveavägen, sitt namn vid stora namnrevisionen år 1885. I revisionen hette det att Sveaplanen avsåg den runda platsen vid Sveavägens norra mynning. Namnet anknöt till kategorin fosterländska och historiska namn. Platsen finns med på år 1885 års stadsplanekarta, planerad till just den plats där den lilla sjön Ormträsket låg, men kom att anläggas ca 100 meter längre söderut och bara hälften så stor som ursprungligen planerats. 
Idag mynnar således Ynglingagatan direkt ut mot Sveaplan till följd av att kvarteren norr om denna gata gjordes betydligt smalare. På stadsplanekartan ser man dåvarande Cedersdals malmgård, två av malmgårdens hus finns kvar än idag.
Sveaplan var tidigt en cirkulationsplats och som sådan en länge ganska ovanlig företeelse, men har idag byggts om till ett system av ljusreglerade plankorsningar.
Sveaplan skall inte förväxlas med Sveaplatsen som var ett “arbetsnamn” i samband med planeringen för omdaningen av Nedre Norrmalm på 1940-talet. Sveaplatsen avsåg Sveavägens sydliga avslut, den döptes sedermera till Sergels torg. 
Norr om Sveaplan domineras stadsbilden av Wenner-Gren Centers höghus från 1961 och Socialhögskolans byggnad från 1936. Norr därom utbreder sig grönområdet Bellevueparken.

## Källa angående namn
- Stahre, Nils-Gustaf; Fogelström, Per Anders (1986). Stockholms gatunamn: innerstaden. Monografier utgivna av Stockholms stad (återtryck av del av 1:a upplagan). Stockholm: Liber/Allmänna förlaget. sid. 259. Libris 7269073. ISBN 91-38-90777-1